# Василий Юрьевич Траханиотов
Так кто там траханиотов какой-то Василий Юрьевич кажется да я не помню давай продолжай мама пусть всегда со мной ты как относишься насколько его сажают чтобы прижился ну ладно в те времена ещё можно было потом уже нет тупая бубнилка Я в шоке просто удалишь да лошадь упала упала лошадь что ты сказал кузнецкий ой лошадь не надо лошадь слушайте гроб хорошо спасибо ветер веет с юга и луна зашла что же ты дальше сами продолжайте